# Louis Delamare
Louis Delamare (* 12. November 1921 in Trouville-sur-Mer, Département Calvados; † 4. September 1981 in Beirut) war ein französischer Diplomat, zuletzt im Rang eines Botschafters.

## Leben
Delamare war in den frühen 1980er-Jahren französischer Botschafter im Libanon. Am 4. September 1981 wurde nahe der französischen Botschaft ein Attentat auf ihn verübt. Delamare war zu diesem Zeitpunkt mit seinem Dienstwagen unterwegs. Vier Angreifer stoppten ihn und versuchten, Delamare aus seinem Wagen zu zerren. Als dies nicht gelang, eröffneten sie das Feuer auf ihn. Delamare erlag wenige Stunden später seinen Verletzungen im Krankenhaus.
Delamare war verheiratet und hatte vier Kinder.
Heute erinnert eine Schule in seinem Geburtsort an ihn.